# Armorial des communes de l'Oise (A-C)
Cette page donne les armoiries (figures et blasonnements) des communes de l'Oise de A à C.
Pour les articles homonymes, voir Armorial des communes de l'Oise.

2 dessin(s) en attente (voir : AB)
Autres:
- Armorial des communes de l'Oise-2 (D-H)
- Armorial des communes de l'Oise-3 (I-P)
- Armorial des communes de l'Oise-4 (Q-Z)

## A
| Blason de Abancourt | Blason  | De gueules à la jumelle ondée en bande d'argent, accompagnée, en chef, d'une couronne de laurier d'or, au franc-quartier d'azur chargé de trois fleurs de lys aussi d'or. |
| Blason de Abancourt | Détails | Adopté le 28 novembre 2008 |

| Blason de Abbecourt | Blason  | D'argent à la fasce de gueules accompagnée de six merlettes de sable, trois rangées en chef et trois rangées en pointe. |
| Blason de Abbecourt | Détails | Blason présent sur le site Internet de la commune                                                                       |

| Blason de Ageux (Les) | Blason  | Composition panoramique non blasonnable.         |
| Blason de Ageux (Les) | Détails | Le statut officiel du blason reste à déterminer. |

| Blason de Agnetz | Blason  | Écartelé au premier d'azur à trois fleurs de lys d'or, au deuxième de gueules à la bande d'argent côtoyée de deux cotices du même, au troisième de gueules à la merlette d'or, au franc-quartier d'argent chargé d'un poignard renversé de gueules posé en bande, au quatrième d’azur aux trois châteaux donjonnés d'or maçonnés de sable. DeviseQuinque sed unus |
| Blason de Agnetz | Détails | Présenté sur le site Internet de la commune |

| Blason de Airion | Blason  | Parti: au 1er de sinople à l'église d'argent accompagnée de quatre fers à cheval du même en chef, au 2d d'or à trois bandes d'azur et à la fleur de lis de gueules brochante. |
| Blason de Airion | Détails | Présent sur les courriers à entête de la mairie |

| Blason de Amblainville | Blason  | De sinople à la croix réduite de gueules, bordée en filet d'argent, cantonnée au 3e d'une gerbe et au 4e d'un heaume, le tout d'or, sur le tout d'azur, bordé en filet d'argent et chargé d'une tour d'or posée sur une montagne de six coupeaux du même ; au chef cousu de gueules, soutenu d'une divise d'or et chargé de trois besants d'argent, brochant sur la croix. DeviseConchylium frumentumque nostris |
| Blason de Amblainville | Détails | Présenté sur le site Internet de la mairie |

| Blason de Andeville | Blason  | D'azur à la bande d'argent remplie de gueules, chargée d'un éventail, accosté de deux boutons percés de quatre trous, le tout du second, la bande accompagnée en chef d'une gerbe d'or et en pointe de trois couverts du second en pal rangés en bande. Ornements extérieursÉcu timbré de la croix de guerre 1939 - 1945. |
| Blason de Andeville | Détails | La gerbe de blé évoque le passé agricole de la commune. Les boutons, l'éventail, l'orfèvrerie représentent les spécificités d'Andeville pour le travail de la nacre. Officiel |

| Blason de Angy | Blason  | D'azur semé de fleurs de lys d'or ; au chef d'argent chargé des lettres « a » minuscule à dextre et « A » majuscule à senestre, le tout de gueules. |
| Blason de Angy | Détails | Le statut officiel du blason reste à déterminer. |

| Blason de Ansauvillers | Blason  | Parti : au premier de gueules, à la fasce d'or accompagnée de sept merlettes d'argent, quatre en chef rangées en fasce et trois en pointe bien ordonnées ; au second de gueules, à six anneaux posés 3, 2 et 1, le deuxième de la première rangée chargé en cœur d'un besant du même. |
| Blason de Ansauvillers | Détails | Conflit héraldique : le dessin ne montre que trois merlettes. Le statut officiel du blason reste à déterminer. |

| Blason de Ansacq | Blason  | D'azur semé de fleurs de lis d'or.               |
| Blason de Ansacq | Détails | Le statut officiel du blason reste à déterminer. |

| Blason de Anserville | Blason  | D'azur au chevon d'or accompagné de trois coquilles d'argent. |
| Blason de Anserville | Détails | Le statut officiel du blason reste à déterminer.              |

| Blason de Antheuil-Portes | Blason  | Parti: au 1er d'azur semé de fleurs de lis d'or, au 2e d'or à saint Marin contourné partageant son manteau avec un mendiant, le tout d'argent; le tout sommé d'un chef d'argent chargé de trois croisettes pattées d'azur. |
| Blason de Antheuil-Portes | Détails | Le statut officiel du blason reste à déterminer. |

| Blason de Antilly | Blason  | Écartelé: aux 1) et 4) vairé en pal renversé d'azur et d'or; aux 2) et 3) d'or à la croix d'azur accompagnée en chef dextre d'un croissant de sable couché en barre. |
| Blason de Antilly | Détails | Le statut officiel du blason reste à déterminer. |

| Blason à dessiner | Blason  | D'azur au chevron cousu de gueules accompagné de trois rencontres de chevreuil de sable ombré d'argent; au comble d'argent chargé de l'inscription « APREMONT » de sable. |
| Blason à dessiner | Détails | Le statut officiel du blason reste à déterminer. |
| Blason à dessiner | Alias   | De gueules au pal d'argent . |

| Blason de Armancourt | Blason  | Écartelé : aux 1er et 4e d'azur à la tour d'argent, ouverte et ajourée de sable, aux 2e et 3e d'argent au lévrier de gueules accolé et bouclé d'or, accompagné de trois tourteaux de gueules et surmonté d'un lambel du même. |
| Blason de Armancourt | Détails | Le statut officiel du blason reste à déterminer. |

| Blason de Arsy | Blason  | D'or aux trois maillets de sinople à la barre de gueules brochant sur le tout. |
| Blason de Arsy | Détails | Le statut officiel du blason reste à déterminer.                               |

| Blason de Attichy | Blason  | De gueules aux trois haches d'armes d'argent, celle de senestre et celle en pointe contournées, au chef cousu écartelé d'azur à une abeille d'argent posée en fasce et de gueules plain.                   |
| Blason de Attichy | Détails | * Ces armes emploient le terme « cousu » dans le seul but de contrevenir à la règle de contrariété des couleurs : elles sont fautives : azur sur gueules. Le statut officiel du blason reste à déterminer. |
| Blason de Attichy | Alias   | De gueules à trois haches d'armes d'argent, celle de senestre contournée; au chef d'or à la croix en filet de gueules cantonnées de huit alérions d'azur, deux dans chaque quartier.                       |

| Blason de Auteuil | Blason  | D'or à trois merlettes de sable ; au chef de gueules chargé à dextre d'un écusson d'or à un lion de gueules accompagné de huit coquilles d'azur posées en orle. |
| Blason de Auteuil | Détails | Armes de la famille de Combault d'Auteuil. Le statut officiel du blason reste à déterminer.                                                                     |

| Blason de Autrêches | Blason  | Écartelé au premier et quatrième de gueules à la bande d'or, au deuxième et au troisième parti d’argent à la fasce de gueules et de vair plain. |
| Blason de Autrêches | Détails | Le statut officiel du blason reste à déterminer.                                                                                                |

| Blason de Aux Marais | Blason  | Inconnu.                                         |
| Blason de Aux Marais | Détails | Le statut officiel du blason reste à déterminer. |

| Blason de Avrechy | Blason  | De gueules à la bande ondée d'argent accompagnée de deux gerbes d'or, au chef d'azur semé de fleurs de lys d'or. |
| Blason de Avrechy | Détails | Le statut officiel du blason reste à déterminer.                                                                 |

| Blason de Avricourt | Blason  | D'or à un sautoir d'azur, cantonné de 4 merlettes de gueules.                                                 |
| Blason de Avricourt | Détails | Conflit héraldique : le dessin ne montre que deux merlettes. Le statut officiel du blason reste à déterminer. |

| Blason de Avrigny | Blason  | D'argent à une quintefeuille de sinople accompagnée de neuf merlettes du même posées en orle.                  |
| Blason de Avrigny | Détails | Conflit héraldique : le dessin ne montre que trois merlettes. Le statut officiel du blason reste à déterminer. |

Pas d'information pour les communes suivantes : Abbeville-Saint-Lucien, Achy, Acy-en-Multien, Allonne (Oise), Amy (Oise), Angicourt, Angivillers, Appilly, Auchy-la-Montagne, Auger-Saint-Vincent, Aumont-en-Halatte, Auneuil, Autheuil-en-Valois, Avilly-Saint-Léonard

## B
| Blason de Bachivillers | Blason  | D'argent à neuf merlettes de gueules ordonnées en orle. |
| Blason de Bachivillers | Détails | Le statut officiel du blason reste à déterminer.        |

| Blason de Bacouël | Blason  | D'or, à une croisette estrée sommé d'une croisette tréflée, sous la traverse de laquelle, à un fer à cheval percé du champ brochant sur le tout, tous de sable. |
| Blason de Bacouël | Détails | Présente sur le site depuis 2024 |

| Blason à dessiner | Blason  | Écartelé en sautoir: au 1) d'argent à une ombre de couronne accompagnée en pointe du nombre «636» en chiffre de sable; au 2) d'argent à une ombre de tête d'ours mouvant de la partition; au 3) d'argent à une ombre de tour couverte et girouetté avec son avant-mur dextre mouvant de la partition; au 4)d'argent à une ombre de mont de deux coupeaux sommé de deux socs appointés en chevron renversé de sable; sur le tout, d'argent à une ombre de clou de la Passion accosté de deux ombres de crosse adossées. |
| Blason à dessiner | Détails | Le statut officiel du blason reste à déterminer. |

| Blason de Bailleval | Blason  | De sinople à la palissade d'or, chaussé d'azur, au chevronnel renversé ondé aussi d'or brochant sur le trait du chaussé. |
| Blason de Bailleval | Détails | Le statut officiel du blason reste à déterminer.                                                                         |

| Blason de Balagny-sur-Thérain | Blason  | De gueules à la bande ondée d'argent accompagnée, en chef, d'une croisette pattée de huit pointes d'or et, en pointe, d'un fer de moulin du même, sur le tout d'azur aux trois merlettes d'argent. |
| Blason de Balagny-sur-Thérain | Détails | Le statut officiel du blason reste à déterminer. |

| Blason de Baron | Blason  | D'or au chevron de gueules, accompagné en chef de deux coquilles et en pointe d'un sanglier, le tout de sable. |
| Blason de Baron | Détails | Le statut officiel du blason reste à déterminer.                                                               |

| Blason de Beaulieu-les-Fontaines | Blason  | D'azur à l'épée d'argent garnie d'or, enfilée en chef d'une couronne du même et accostée de deux fleurs de lis d'or. |
| Blason de Beaulieu-les-Fontaines | Détails | Blason de Jeanne d'Arc. Le statut officiel du blason reste à déterminer.                                             |

| Blason de Beaumont-les-Nonains | Blason  | Taillé : au premier d'azur aux trois bandes d'or, au second d'azur semé de fleurs de lys d'or ; à la barre d'argent brochant sur la partition. |
| Blason de Beaumont-les-Nonains | Détails | Le statut officiel du blason reste à déterminer.                                                                                               |

| Blason de Beaurepaire | Blason  | D'azur aux trois bandes d'or.                    |
| Blason de Beaurepaire | Détails | Le statut officiel du blason reste à déterminer. |

| Blason de Beauvais | Blason  | De gueules au pal d'argent.                      |
| Blason de Beauvais | Détails | Le statut officiel du blason reste à déterminer. |

| Blason de Belle-Église | Blason  | D'azur à l'église surmontée de deux colombes adossées en vol et soutenue d'un lion brandissant une épée, le tout d'argent. |
| Blason de Belle-Église | Détails | Le statut officiel du blason reste à déterminer.                                                                           |

| Blason de Berneuil-sur-Aisne | Blason  | D'azur à la jumelle ondée d'argent, chaque fasce côtoyée de deux trangles ondées du même, accompagnée en chef, à dextre, d'une fleur de lys, à senestre, d'un lion et en pointe d'un épervier essorant, le tout d'or. |
| Blason de Berneuil-sur-Aisne | Détails | Le statut officiel du blason reste à déterminer. |

| Blason de Béthancourt-en-Valois | Blason  | D'or à la barre d'azur, chargée de trois fleurs de lis cousues de sable posées à plomb, accompagnée des lettres capitales d'azur, B en chef et V en pointe.                                              |
| Blason de Béthancourt-en-Valois | Détails | * Ces armes emploient le terme « cousu » dans le seul but de contrevenir à la règle de contrariété des couleurs : elles sont fautives : sable sur azur. Le statut officiel du blason reste à déterminer. |

| Blason de Béthisy-Saint-Martin | Blason  | Écartelé: aux 1er et 4e de gueules au panier d'or, aux 2e et 3e d'azur à l'arc d'or posé en bande, le repose-flèche de gueules, les deux arcs ajustés d'une flèche d'or empennée de gueules, les points dirigés vers l'abîme. |
| Blason de Béthisy-Saint-Martin | Détails | Le statut officiel du blason reste à déterminer. |

| Blason de Béthisy-Saint-Pierre | Blason  | D'azur fretté d'or chargé aux flancs de deux fleurs de lys du champ, à un château d'argent maçonné de sable brochant sur le tout, au chef aussi d'argent chargé de trois fleurs de lys du champ. |
| Blason de Béthisy-Saint-Pierre | Détails | Le statut officiel du blason reste à déterminer. |

| Blason de Betz | Blason  | Parti : au premier de gueules à six fleurs de lys d'or (ordonnées 3.2.1) ; au second de sinople à cinq épis de blé d'or ordonnés 3 et 2 ; à une divise ondée d'argent brochant en pointe sur le tout, le tout sommé d'un chef fuselé d'argent et de gueules. |
| Blason de Betz | Détails | Conflit héraldique : le dessin montre deux fleurs de lys et deux épis de blé. Le statut officiel du blason reste à déterminer. |

| Blason de Bienville | Blason  | Parti : au 1er d'argent à trois merlettes de sable et au chef du champ chargé de quatre bandes de sable, au 2d de sinople à la bande ondée d'argent et à l'arbre de gueules brochant. |
| Blason de Bienville | Détails | Adopté en septembre 1971. |

| Blason de Bitry | Blason  | Parti : au 1er d'azur à trois fleurs de lys d'or surmontées d'une merlette de sable*, au 2d de gueules à trois fasces d'or, chargées chacune d'une fasce d'azur surchargée de trois flanchis d'or,. |
| Blason de Bitry | Détails | * Il y a là non-respect de la règle de contrariété des couleurs : ces armes sont fautives (sable sur azur). Le statut officiel du blason reste à déterminer.                                        |

| Blason de Blaincourt-lès-Précy | Blason  | D'argent, à la bordure d'azur et à l'écusson de gueules aux huit merlettes de sable posées en orle.                                                                                                   |
| Blason de Blaincourt-lès-Précy | Détails | * Il y a là non-respect de la règle de contrariété des couleurs : ces armes sont fautives. Conflit héraldique : le dessin présente quatre merlettes. Le statut officiel du blason reste à déterminer. |

| Blason de Blargies | Blason  | D'azur à saint Martin à cheval d'or; au chef ondé cousu de gueules chargé de trois croisettes d'argent. |
| Blason de Blargies | Détails | * Ces armes emploient le terme « cousu » dans le seul but de contrevenir à la règle de contrariété des couleurs : elles sont fautives : gueules sur azur. Le statut officiel du blason reste à déterminer. |

| Blason de Blicourt | Blason  | De sinople à saint Martin à cheval d'or ; au chef d'argent à la croix engrêlée de gueules. |
| Blason de Blicourt | Détails | Le statut officiel du blason reste à déterminer.                                           |

| Blason de Boissy-le-Bois | Blason  | D'azur au lion d'or.                             |
| Blason de Boissy-le-Bois | Détails | Le statut officiel du blason reste à déterminer. |

| Blason de Bonvillers | Blason  | Écartelé de sable et d'or, à trois étoiles de l'un en l'autre,en chef celle à dextre posée en bande, celle à senestre en barre . |
| Blason de Bonvillers | Détails | Le statut officiel du blason reste à déterminer.                                                                                 |

| Blason de Boran-sur-Oise | Blason  | Losangé de gueules et d'argent ; au chef d'or chargé d'un écusson de sable à dextre et de l'inscription « BORAN » en lettres capitales du même à senestre. |
| Blason de Boran-sur-Oise | Détails | Le statut officiel du blason reste à déterminer. |

| Blason de Bornel | Blason  | Écartelé : au premier de sinople à la gerbe d'or, au deuxième d'azur à la fleur de lys d'argent, au troisième d'azur au léopard d'argent, au quatrième de sinople à la roue dentée à six rais d'or ; à la croix d'argent remplie de gueules brochant sur l'écartelé. |
| Blason de Bornel | Détails | Le statut officiel du blason reste à déterminer. |

| Blason de Boubiers | Blason  | D'argent au lion couronné de gueules; au chef d'azur chargé de trois fleurs de lis d'argent. |
| Blason de Boubiers | Détails | Le statut officiel du blason reste à déterminer.                                             |

| Blason de Bouconvillers | Blason  | D'azur au chevron abaissé et arqué d'or, accompagné à dextre d'une croisette ancrée du même et à senestre d'une étoile d'argent, surmontées de deux lions affrontés celui de dextre aussi d'or et celui de senestre aussi d'argent, soutenant un croissant du même. |
| Blason de Bouconvillers | Détails | Le statut officiel du blason reste à déterminer. |

| Blason de Bouillancy | Blason  | Tiercé en pairle renversé : au 1er de gueules à deux clés d'or passées en sautoir et à une épée basse d'argent brochant sur les clés, au 2e de sinople à trois épis de blé tigés et feuillés d'or, empoignés et liés de gueules, au 3e d'argent à trois fasces ondées d'azur et à une fleur de lys d'or brochant sur les fasces. |
| Blason de Bouillancy | Détails | Le statut officiel du blason reste à déterminer. |

| Blason de Boulogne-la-Grasse | Blason  | D'azur à trois tours d'argent ouvertes de sable.                                                                                |
| Blason de Boulogne-la-Grasse | Détails | Conflit héraldique : Le dessin présente les tours également ajourées de sable. Le statut officiel du blason reste à déterminer. |

| Blason de Boury-en-Vexin | Blason  | D'azur au lion d'or accompagné en chef à dextre d'une étoile du même et à senestre d'une larme d'argent. |
| Blason de Boury-en-Vexin | Détails | Le statut officiel du blason reste à déterminer.                                                         |

| Blason de Boutencourt | Blason  | D'azur à la croix engrêlée d'argent; à la bordure de gueules. |
| Blason de Boutencourt | Détails | Le statut officiel du blason reste à déterminer.              |

| Blason de Braisnes-sur-Aronde | Blason  | Écartelé: au 1er de sinople à trois gerbes de blé d'or, au 2e d'argent à la fasce de gueules chargée de trois besants d'or, au 3e d'argent à trois burelles ondées alésées d'azur brochant chacune en pointe sur une roue de moulin de gueules, au 4e de sinople au lion d'or. |
| Blason de Braisnes-sur-Aronde | Détails | Le statut officiel du blason reste à déterminer. |

| Blason de Brasseuse | Blason  | D'azur à deux clés d'argent passées en sautoir, accostées de deux fleurs de lis d'or et à la gerbe du même brochant en cœur, les clés accompagnées en chef de l'inscription « BRASSEUSE » en arc de cercle convexe et en pointe de l'inscription « OISE » en arc de cercle concave, toutes deux en lettres capitales d'or. |
| Blason de Brasseuse | Détails | Le statut officiel du blason reste à déterminer. |

| Blason de Brenouille | Blason  | De sinople à la fasce d'argent.                  |
| Blason de Brenouille | Détails | Le statut officiel du blason reste à déterminer. |

| Blason de Bresles | Blason  | Échiqueté d'or et d'azur.                        |
| Blason de Bresles | Détails | Le statut officiel du blason reste à déterminer. |

| Blason de Breteuil | Blason  | D'or à la croix de gueules cantonnée de seize abeilles renversées d'azur ordonnées 2 et 2 dans chaque canton, au franc-canton aussi d'or chargé d'une étoile aussi de gueules. |
| Blason de Breteuil | Détails | Croix de guerre 1914-1918. Le statut officiel du blason reste à déterminer. |

| Blason de Brétigny | Blason  | D'or aumx cinq châteaux de gueules ouverts, maçonnés et ajourés de sable, ordonnés 2.2.1. |
| Blason de Brétigny | Détails | Le statut officiel du blason reste à déterminer.                                          |

| Blason de Breuil-le-Sec | Blason  | Tiercé en pal : au premier de gueules à l'engrenage de deux roues d'argent rangées en bande, la roue de dextre plus grosse que la senestre, au deuxième d'or à l'arbre au naturel, au troisième de sinople à l'épi de blé d'or posé en barre ; le tout sommé d'un chef d'azur chargé de deux cigognes volantes contournées au naturel posées en fasce et rangées en bande, celle de dextre plus petite que celle de senestre. |
| Blason de Breuil-le-Sec | Détails | Le statut officiel du blason reste à déterminer. |

| Blason de Breuil-le-Vert | Blason  | Écartelé: au 1er de gueules papelonné d'argent entre-semé de trèfles renversés du même dans chaque clairevoie et au franc-quartier de sable, au 2e d'azur au sautoir d'argent cantonné de quatre merlettes d'or, au 3e d'or à cinq tours de sable ordonnées 2, 2, et 1, au 4e d'argent diapré de gueules et à la bordure d'azur. |
| Blason de Breuil-le-Vert | Détails | Le statut officiel du blason reste à déterminer. |

| Blason de Broquiers | Blason  | Parti: au 1er d'azur à deux palmes adossées d'or, surmontées d'une fleur de lys du même, au 2e d'argent à la croix pattée de gueules. |
| Blason de Broquiers | Détails | Les deux palmes sont les attributs de saint Côme et de saint Damien, la fleur de lys vient du blason du département et la croix pattée rappelle la présence des Templiers. Conflit héraldique : le dessin présente la fleur de lys entre les deux palmes et non les surmontant. Création de Jean-François Binon adoptée par la municipalité. |

| Blason de Bulles | Blason  | D'or à une bande d'azur.                         |
| Blason de Bulles | Détails | Le statut officiel du blason reste à déterminer. |

| Blason de Bury | Blason  | Taillé : au premier d'azur aux trois bandes d'or, au second d'azur semé de fleurs de lys d'or ; à la barre d'argent brochant sur la partition ; à la bordure d'or. |
| Blason de Bury | Détails | Le statut officiel du blason reste à déterminer. |

| Blason de Bussy | Blason  | De gueules à la fasce denchée d'argent, au nuage du même mouvant de la pointe, à l'arc d'or cordé de sable brochant en pal sur le tout, au chef échiqueté d'azur et d'or de deux tires. |
| Blason de Bussy | Détails | Le statut officiel du blason reste à déterminer. |

Pas d'information pour les communes suivantes : Babœuf, Bailleul-sur-Thérain, Bailly (Oise), Barbery (Oise), Bargny, Baugy (Oise), Bazancourt (Oise), Bazicourt, Beaudéduit, Beaugies-sous-Bois, Beaurains-lès-Noyon, Beauvoir (Oise), Béhéricourt, Belloy, Berlancourt (Oise), Berneuil-en-Bray, Berthecourt, Biermont, Blacourt, Blancfossé, Blincourt, Boissy-Fresnoy, Bonlier , Bonneuil-en-Valois, Bonneuil-les-Eaux, Bonnières (Oise), Borest, Boullarre, Boursonne, Boutavent, Bouvresse, Brégy, Briot (Oise), Brombos, Broyes (Oise), Brunvillers-la-Motte, Bucamps, Buicourt

## C
| Blason de Cambronne-lès-Ribécourt | Blason  | Coupé : au premier d'azur au lion naissant d'or, au second de gueules à la fasce cousue de sable, au huchet contourné d'or brochant sur la fasce.                                                                          |
| Blason de Cambronne-lès-Ribécourt | Détails | * Il y a là non-respect de la règle de contrariété des couleurs : ces armes sont fautives. Conflit héraldique : le dessin présente le huchet enguiché et virolé de sable. Le statut officiel du blason reste à déterminer. |

| Blason de Campeaux | Blason  | Parti : Au 1er de sinople à saint Samson, évêque d'or, au 2e coupé au I d'argent à la croix pattée et alésée de gueules, au II de gueules à la croix de Malte d'argent. |
| Blason de Campeaux | Détails | Le statut officiel du blason reste à déterminer. |

| Blason de Candor | Blason  | Tiercé en pairle renversé: au 1 d'azur semé de fleurs de lis d'or; au 2 de sinople à une épée versée d'argent posée en bande et férue dans un manteau d'or, au 3 de gueules à la croix engrêlée d'argent et à une gerbe de blé d'or brochant sur la croix. |
| Blason de Candor | Détails | Crée par JF Binon, officiel le 04/02/2025. |

| Blason de Canly | Blason  | D'azur à la croix processionnaire d'or accostée de deux crosses d'abbé du même, les volutes adossées. |
| Blason de Canly | Détails | Le statut officiel du blason reste à déterminer.                                                      |

| Blason de Cannectancourt | Blason  | Taillé: au 1er d'or à deux cerises de gueules, tigées et feuillées d'une pièce de sinople, au 2e d'or au roseau à massette de sinople fruité d'une pièce de tenné; au comble d'or chargé de quatre feuilles de houx de sinople, celles du centre ployées et posées en chevron renversé, celle de dextre posée en bande et celle de senestre en barre. |
| Blason de Cannectancourt | Détails | Le statut officiel du blason reste à déterminer. |

| Blason de Canny-sur-Matz | Blason  | D'azur à la bande ondée d'argent accompagnée de deux roseaux à massette feuillés d'or ; au franc-quartier de gueules à l'archange saint Michel contourné d'or tuant de sa lance un dragon du même armé du champ. |
| Blason de Canny-sur-Matz | Détails | La bande ondée symbolise le Matz qui arrose la commune, les roseaux évoquent le nom de la commune et saint Michel est le patron de la paroisse. Le statut officiel du blason reste à déterminer.                 |

| Blason de Catenoy | Blason  | Taillé au 1) de gueules à la faucille, au fléau et à la faux, le tout d'argent, posé en barre et rangé en bande, au 2) d'azur au moulin à vent et à l'usine du même rangés en barre; à la cotice en barre d'argent brochant sur la partition; le tout enfermé dans une filière du même. |
| Blason de Catenoy | Détails | Le statut officiel du blason reste à déterminer. |

| Blason de Cempuis | Blason  | Tranché : au 1er d'azur à trois fleurs de lys d'or, au 2d d'argent à trois lionceaux léopardés de gueules rangés en bande, à la cotice de sinople brochant sur la partition. DeviseCentum putei in terra faian |
| Blason de Cempuis | Détails | Le statut officiel du blason reste à déterminer. |

| Blason de Chambly | Blason  | De gueules à trois coquilles d'or.               |
| Blason de Chambly | Détails | Le statut officiel du blason reste à déterminer. |

| Blason de Chambors | Blason  | De sable au sautoir d'or.                        |
| Blason de Chambors | Détails | Le statut officiel du blason reste à déterminer. |

| Blason de Chantilly | Blason  | D'azur au cor de chasse d'or, au chef cousu de gueules semé d'arbres d'argent. |
| Blason de Chantilly | Détails | * Ces armes emploient le terme « cousu » dans le seul but de contrevenir à la règle de contrariété des couleurs : elles sont fautives : gueules sur azur. Le statut officiel du blason reste à déterminer. |

| Blason de Chapelle-en-Serval (La) | Blason  | D'azur au chevron accompagné au chef de deux étoiles et en pointe d'une canette contournée, le tout d'or. |
| Blason de Chapelle-en-Serval (La) | Détails | Le statut officiel du blason reste à déterminer.                                                          |

| Blason de Chaumont-en-Vexin | Blason  | D’argent à la montagne de sinople surmontée d’un soleil d’argent rayonnant de gueules                             |
| Blason de Chaumont-en-Vexin | Détails | Armes parlantes. (chaud mont, un soleil donnant sur la montagne) Le statut officiel du blason reste à déterminer. |
| Blason de Chaumont-en-Vexin | Alias   | D'azur au mont cousu de gueules surmonté d'un soleil d'or.                                                        |

| Blason de Chevincourt | Blason  | D'or à la croix pattée et alésée de sable; à la champagne ondée de gueules sommée d'argent et chargée d'un listel d'or surchargé de l'inscription « CHEVINCOURT » en lettres de sable. |
| Blason de Chevincourt | Détails | Conflit héraldique : sur le dessin, la champagne n'est ni ondée, ni sommée d'argent. Le statut officiel du blason reste à déterminer.                                                  |

| Blason de Chevrières | Blason  | D'azur à la croix cousue de gueules cantonnée en chef de deux fleurs de lis d'or, sur le tout d'argent au lion de sinople armé de gueules.  |
| Blason de Chevrières | Détails | * Il y a là non-respect de la règle de contrariété des couleurs : ces armes sont fautives. Le statut officiel du blason reste à déterminer. |

| Blason de Chiry-Ourscamp | Blason  | De gueules à la bande d'argent, au chef cousu* d'azur chargé d'un ours passant au naturel muselé de gueules. Ornements extérieursCroix de guerre 1914-1918 |
| Blason de Chiry-Ourscamp | Détails | * Ces armes emploient le terme « cousu » dans le seul but de contrevenir à la règle de contrariété des couleurs : elles sont fautives. S'inspire du blason de la famille de Roye dont Ode a été l'une des bienfaitrices de l'abbaye d'Ourscamp. L'ours, quant à lui, fait référence à la légende de saint Eloi. Armes parlantes. (ours) Adopté le 20 février 1973. |

| Blason de Choisy-au-Bac | Blason  | D'argent au bac de gueules avec son batelier de carnation vêtu d'or et d'un pantalon aussi de gueules, voguant sur une champagne ondée d'azur, surmonté de trois fleurs de lys aussi d'or rangées en chef. |
| Blason de Choisy-au-Bac | Détails | * Il y a là non-respect de la règle de contrariété des couleurs : ces armes sont fautives. Armes parlantes. (bac) Le statut officiel du blason reste à déterminer.                                         |

| Blason de Choqueuse-les-Bénards | Blason  | D’argent au chevron de gueules, accompagné en pointe d’un trèfle de sinople, au chef de gueules chargé de trois croissants d’or. |
| Blason de Choqueuse-les-Bénards | Détails | Le statut officiel du blason reste à déterminer.                                                                                 |

| Blason de Cinqueux | Blason  | Écartelé en sautoir: au 1er de sinople au mont de cinq coupeaux cousus de sable, au 2e de gueules au moulin à vent d'or essoré et ailé de sable, au 3e de gueules à l'église du lieu d'or essorée de sable, mouvant de la pointe et du flanc senestre, au 4e parti au I d'azur au roseau de sable mouvant de cinq burelles ondées d'argent en pointe et au II d'or au bouquet de trois cerises tigées et feuillées au naturel; sur le tout, un écu en bannière écartelé aux 1er et 4e d'azur à trois fleurs de lis d'or, aux 2e et 3e d'argent à trois lions de gueules. |
| Blason de Cinqueux | Détails | * Ces armes emploient le terme « cousu » dans le seul but de contrevenir à la règle de contrariété des couleurs : elles sont fautives. Croix de guerre 1914-1918. Les Armes de Cinqueux sont issues d'un concours lancé par la municipalité de Cinqueux en 2003 et remporté par M. Liennard de Clermont. Le statut officiel du blason reste à déterminer. |

| Blason de Cires-lès-Mello | Blason  | D'or au chevron de gueules, accompagnée en chef de deux fers à cheval de sable et en pointe d'un alérion du même, au chef d'azur chargé de trois merlettes d'or. |
| Blason de Cires-lès-Mello | Détails | Le statut officiel du blason reste à déterminer. |

| Blason de Clairoix | Blason  | D'azur au chevron vivré renversé d'argent, accompagné en chef d'une épée posée en pal surmontée d'une couronne et accostée de deux fleurs de lys le tout d'or, et en pointe de deux coquilles du même (au chef d'or chargé du nom de la commune en lettres capitales de sable). |
| Blason de Clairoix | Détails | Le statut officiel du blason reste à déterminer. |

| Blason de Clermont | Blason  | De gueules à une tour d'or, ouverte, ajourée et maçonnée de sable ; au chef cousu d'azur chargé de trois fleurs de lys d'or. |
| Blason de Clermont | Détails | Le statut officiel du blason reste à déterminer.                                                                             |

| Blason de Compiègne | Blason  | D'argent au lion d'azur armé et lampassé de gueules, semé de fleurs de lys d'or et couronné du même. |
| Blason de Compiègne | Détails | Le statut officiel du blason reste à déterminer.                                                     |

| Blason de Corbeil-Cerf | Blason  | De sable au cerf couché d'argent regardant, surmonté de l'inscription « CORBEIL- CERF » en lettres capitales d'argent. |
| Blason de Corbeil-Cerf | Détails | Armes parlantes. Le statut officiel du blason reste à déterminer.                                                      |

| Blason de Cormeilles | Blason  | D'azur au château de gueules, ajouré et coulissé d'or, maçonné de sable.                                                                    |
| Blason de Cormeilles | Détails | * Il y a là non-respect de la règle de contrariété des couleurs : ces armes sont fautives. Le statut officiel du blason reste à déterminer. |

| Blason de Coudray-Saint-Germer (Le) | Blason  | Tranché de gueules et d'azur; à la bande d'argent brochant sur la partition; à la tour d'or brochant sur le tout. |
| Blason de Coudray-Saint-Germer (Le) | Détails | Le statut officiel du blason reste à déterminer.                                                                  |

| Blason de Coudun | Blason  | Parti au premier de gueules à la fasce d'argent, au second d'argent fretté de douze pièces de sable. |
| Blason de Coudun | Détails | Le statut officiel du blason reste à déterminer.                                                     |

| Blason de Courcelles-lès-Gisors | Blason  | D'azur à la tour d'argent maçonnée de sable, posée sur une rivière de sinople mouvant de la pointe, accompagnée. de trois fleurs de lis d'or rangées en chef. DeviseLilio fidelitatis exemplum |
| Blason de Courcelles-lès-Gisors | Détails | Le statut officiel du blason reste à déterminer. |

| Blason de Coye-la-Forêt | Blason  | Écartelé : aux 1er et 4e d'azur au lunel d'argent, aux 2e et 3e d'argent à cinq écussons d'or à deux clefs de sable passées en sautoir et rangés en croix. |
| Blason de Coye-la-Forêt | Détails | Conflit héraldique : le 2 et le 3 ne montrent chacun que deux écussons d'or. Le statut officiel du blason reste à déterminer.                              |

| Blason de Cramoisy | Blason  | D'argent à la fasce ondée d'azur, à l'épée basse d'or brochant sur le tout et accompagnée en pointe de deux merlettes de sable affrontées; à la bordure crénelée de gueules. |
| Blason de Cramoisy | Détails | Adopté le 26 janvier 2011 |

| Blason de Creil | Blason  | D'azur au chevron d'argent chargé de trois molettes de sable et accompagné de trois roses d'or. |
| Blason de Creil | Détails | Le statut officiel du blason reste à déterminer.                                                |

| Blason de Crépy-en-Valois | Blason  | D'or au lion de sable, armé et lampassé de gueules.                         |
| Blason de Crépy-en-Valois | Détails | Croix de guerre 1914-1918. Le statut officiel du blason reste à déterminer. |

| Blason de Cressonsacq | Blason  | De vair au lion de gueules, armé, lampassé et couronné d'or.                |
| Blason de Cressonsacq | Détails | Croix de guerre 1914-1918. Le statut officiel du blason reste à déterminer. |

| Blason de Crèvecœur-le-Grand | Blason  | De sinople à un chevron haussé, écimé et découpé d'argent, accompagné en pointe d'une gerbe d'or et d'un cœur de gueules transpercé d'une épée basse d'argent posée en barre, brochant sur la gerbe ; au chef d'azur* chargé d'un écusson de gueules* à trois chevrons d'or, accosté de deux étoiles du même. Ornements extérieursCroix de guerre 1914-1918 |
| Blason de Crèvecœur-le-Grand | Détails | * Il y a là non-respect de la règle de contrariété des couleurs : ces armes sont fautives (émail sur émail). Armes parlantes. (l'épée crève un cœur) Adopté en janvier 2021. |
| Blason de Crèvecœur-le-Grand | Alias   | De gueules à trois chevrons d'or. Ancien blason, reprenant les armes de la famille de Crèvecœur. |

| Blason de Crisolles | Blason  | D'argent, à l'arc de gueule posé en barre ; au renard rampant d'azur, posé en bande et brochant sur l'arc ; à la bordure d'azur, chargée : en chef d'une croix pattée d'or accompagnée aux angles de deux besants d'argent ; sur les flancs deux calices d'or ; en pointe d'une billette couchée d'argent, accompagnée sur les flancs de deux autres besants du même. |
| Blason de Crisolles | Détails | Le statut officiel du blason reste à déterminer. |

| Blason de Crocq (Le) | Blason  | Tiercé en pairle renversé: au 1er de gueules à la gerbe d'or, au 2e d'azur à la fleur de lis d'or, au 3e d'argent au chêne au naturel. |
| Blason de Crocq (Le) | Détails | Le statut officiel du blason reste à déterminer.                                                                                       |

| Blason de Croix-Saint-Ouen (La) | Blason  | D'argent à la croix d'azur chargée d'une crosse d'or et cantonnée de deux fleurs de lys de sable aux cantons du chef-dextre et de la pointe-senestre. |
| Blason de Croix-Saint-Ouen (La) | Détails | Le statut officiel du blason reste à déterminer. |

| Blason de Croutoy | Blason  | Écartelé au 1) contre écartelé au I et au IV d'azur à la fleur de lys d'or, au II et III de gueules à la tour d'or coulissée, ajourée et maçonnée de sable, au 2) d'azur à la croix tréflée d'or accostée de deux crosses abbatiales affrontées du même, au 3) fascé d'argent et d'azur, les fasces d'argent chargées de six fleurs de lys de gueules ordonnées 3.2.1 au 4) de gueules à la lance de tournoi d'or au guidon d'argent chargé d'une aigle de sable, adextrée en pointe d'une fleur de lys aussi d'or. |
| Blason de Croutoy | Détails | Le statut officiel du blason reste à déterminer. |

| Blason de Crouy-en-Thelle | Blason  | Tiercé en pairle renversé : au 1er de gueules à un moulin à vent au naturel, au 2e d'azur à saint Jean-Baptiste d'or portant un agnelet d'argent, au 3e de sinople à un bouquet de sept épis de blés posés en éventail, empoignés et liés de gueules. |
| Blason de Crouy-en-Thelle | Détails | Adopté en 2021. |

| Blason de Cuignières | Blason  | D'hermine à un écusson de gueules en abîme, chargé d'un lion d'or. |
| Blason de Cuignières | Détails | Le statut officiel du blason reste à déterminer.                   |

| Blason de Cuise-la-Motte | Blason  | D'argent à la croix engrêlée de gueules chargée de cinq coquilles d'or. |
| Blason de Cuise-la-Motte | Détails | Le statut officiel du blason reste à déterminer.                        |

| Blason de Cuts | Blason  | D'argent à la fasce de gueules.                  |
| Blason de Cuts | Détails | Le statut officiel du blason reste à déterminer. |

| Blason de Cuvergnon | Blason  | Parti: au 1er de gueules à la bande vivrée d'argent, au 2e d'azur à l'ours rampant et contourné d'or senestré en chef d'une fleur de lis du même; le tout sommé d'un chef vairé d'or et d'azur de deux tires. |
| Blason de Cuvergnon | Détails | Le statut officiel du blason reste à déterminer. |

Pas d'information pour les communes suivantes : Caisnes, Cambronne-lès-Clermont, Campagne (Oise), Campremy, Candor, Canny-sur-Thérain, Carlepont, Catheux, Catigny, Catillon-Fumechon, Cauffry, Cauvigny, Cernoy, Chamant, Chavençon, Chelles (Oise), Chepoix, Chèvreville (Oise), Choisy-la-Victoire, Choqueuse-les-Bénards, Coivrel, Conchy-les-Pots, Conteville (Oise), Le Coudray-sur-Thelle, Couloisy, Courcelles-Epayelles, Courteuil, Courtieux, Crapeaumesnil, Crèvecœur-le-Petit, Crillon (Oise), Croissy-sur-Celle, Cuigy-en-Bray, Cuvilly, Cuy (Oise)